# Эртель (дворянский род, 1844)
Эртель (нем. Ertel) — русский дворянский род.

## Происхождение
В Общем гербовнике дворянских родов Российской империи записано:
Определением бывшей Герольдии, состоявшимся 18 июля 1844 года, коллежский советник Василий Андреевич Эртель по личным заслугам утверждён в дворянстве с сыновьями: Александром и Михаилом и дочерями: Анастасией и Ольгою. По определению Правительствующего сената, состоявшемуся 29 ноября 1872 года, выданы дочерям вдовы коллежского асессора Михаила Васильевича Эртеля, Марии Егоровны, Марии и Вере, свидетельства о дворянстве.

## Описание герба
В серебряном щите черный лебедь с червлеными глазами, клювом и лапами держит в клюве золотую стрелу. В лазуревой оконечности щита золотая восьмиконечная звезда. Над щитом дворянский шлем с короной. Нашлемник: черный лебедь с червлеными глазами, клювом и лапами держит в клюве золотую стрелу. Намет: справа черный с серебром, слева лазуревый с золотом.

## Галерея

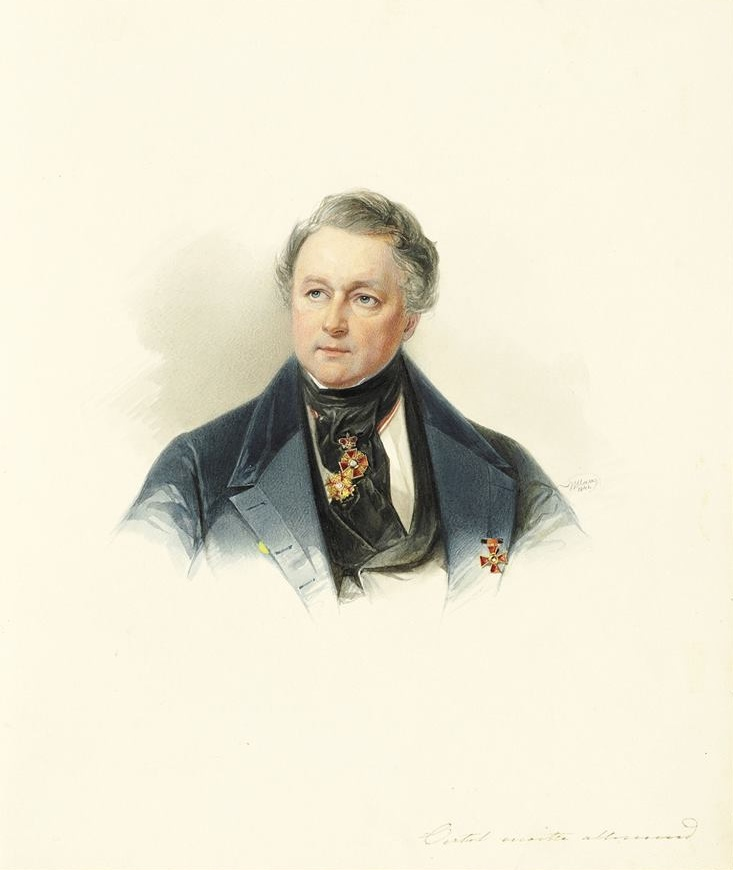
Портрет Василия Андреевича Эртеля работы Владимира Гау, 1841 г.